# Нидерхамбах
Нидерхамбах (нем. Niederhambach) — община в Германии, в земле Рейнланд-Пфальц. 
Входит в состав района Биркенфельд. Подчиняется управлению Биркенфельд.  Население составляет 316 человек (на 31 декабря 2010 года). Занимает площадь 9,77 км².